# Подгозд (община Иг)
Вижте пояснителната страница за други значения на Подгозд.
Подгозд (на словенски: Podgozd) е село в Словения, регион Средна Словения, община Иг. Според Националната статистическа служба на Република Словения през 2015 г. селото има 107 жители.